# Murphy Range, Queensland
Murphy Range är en bergskedja i Australien. Den ligger i delstaten Queensland, omkring 400 kilometer nordväst om delstatshuvudstaden Brisbane.
I omgivningarna runt Murphy Range växer huvudsakligen savannskog. Trakten runt Murphy Range är nära nog obefolkad, med mindre än två invånare per kvadratkilometer.  Genomsnittlig årsnederbörd är 747 millimeter. Den regnigaste månaden är januari, med i genomsnitt 137 mm nederbörd, och den torraste är augusti, med 11 mm nederbörd.